# Eva-Maria Lipp
Eva-Maria Lipp (* 1. Februar 1962 in Köflach) ist eine österreichische Politikerin der Österreichischen Volkspartei (ÖVP). Von 2010 bis 2015 war sie Abgeordnete zum Steiermärkischen Landtag. Darüber hinaus ist sie Erwachsenenbildnerin und Buchautorin.

## Politik
Lipp war zweite Vizebürgermeisterin in Leoben. Weiters ist sie Präsidentin des Steirischen Familienbundes.
Am 9. November 2010 wurde Lipp im Steiermärkischen Landtag angelobt, wo sie Sprecherin für Familie war. Im Juni 2015 musste sie nach den schweren Verlusten der ÖVP bei der Landtagswahl wieder aus dem Landtag ausscheiden.

## Ausbildung und Beruf
Lipp legte 1980 an der Höheren Bundeslehranstalt für Land- und Hauswirtschaft in Klagenfurt-Wölfnitz die Matura ab. Danach studierte sie zwei Semester am Bundesseminar für landwirtschaftliches Bildungswesen in Wien.
1982 bekam sie eine Anstellung bei der Landeskammer für Land- und Forstwirtschaft als Hauswirtschaftsberaterin der Bezirkskammer Leoben. 1994/95 erhielt Lipp eine Spezialausbildung zur Fachberaterin für Direktvermarktung. Seit 1998 ist sie Vorsitzende der Prüfungskommission für Meisterprüfungen der Ländlichen Hauswirtschaft. Lipp ist als Geschäftsführerin bei der Landwirtschaftskammer Leoben tätig. Seit 2006 leitet sie die „Frische KochSchule“ in Leoben.